# Гакко (река)
Гакко — река в России, протекает в Республике Дагестан (Цумадинский район). Устье реки находится в 103 км по левому берегу реки Андийское Койсу. Длина реки составляет 19 км.

## Притоки
Наиболее крупные притоки: Булачитляр (п), Бахалафлар (л).

## Данные водного реестра
По данным государственного водного реестра России относится к Западно-Каспийскому бассейновому округу, водохозяйственный участок реки — Сулак от истока до Чиркейского гидроузла.
Код объекта в государственном водном реестре — 07030000112109300000438.